# Подкуровское сельское поселение
Подку́ровское се́льское поселе́ние — муниципальное образование в составе Тереньгульского района Ульяновской области. Административный центр — село Подкуровка.

## География
Расположено в юго-восточной части Ульяновской области, северной части Тереньгульского района. Граничит с Сенгилеевским, Ульяновским, Кузоватовским, Майнским районами, а также с муниципальными образованиями «Ясашноташлинское сельское поселение», «Красноборское сельское поселение». Расстояние до областного центра — 35 км, до районного центра — 35 км.
На территории сельского поселения проходит автомобильная трасса федерального значения «Сызрань-Цивильск». Площадь поселения — 267,28 км².

## История
Образовано на основании закона Ульяновской области «О муниципальных образованиях Ульяновской области» № 043-30 от 13 июля 2004 года.

## Население
| 2010  | 2012  | 2013  | 2014  | 2015  | 2016  | 2017  |
| ----- | ----- | ----- | ----- | ----- | ----- | ----- |
| 3382  | ↘3343 | ↘3334 | ↗3348 | ↗3351 | ↘3346 | ↗3350 |
| 2018  | 2019  | 2020  | 2021  |       |       |       |
| ↘3333 | ↘3252 | ↘3228 | ↘2878 |       |       |       |

## Состав сельского поселения
В состав поселения входят 9 населённых пунктов: 1 деревня, 4 села и 4 посёлка.
| № | Населённый пункт | Тип населённого пункта       | Население |
| - | ---------------- | ---------------------------- | --------- |
| 1 | Коровинка        | деревня                      | 27        |
| 2 | Леоновский       | посёлок                      | 22        |
| 3 | Лысогорский      | посёлок                      | 15        |
| 4 | Подкуровка       | село, административный центр | 1167      |
| 5 | Родничок         | посёлок                      | 18        |
| 6 | Синие Воды       | посёлок                      | 0         |
| 7 | Скугареевка      | село                         | 449       |
| 8 | Солдатская Ташла | село                         | 1571      |
| 9 | Суровка          | село                         | 113       |

## Экономика
В муниципальном образовании «Подкуровское сельское поселение» располагается одно из крупнейших в мире месторождений мела «Солдатская Ташла». Имеются также лес, щебёнка, экологически чистая вода, которые можно использовать как сырьё для определенных видов производств или для их реализации.

## Инфраструктура
На территории поселения имеется филиал Ульяновской областной кардиологической больницы — главный врач Джиоев И. И. (с. Солдатская Ташла), врачебная амбулатория — 1, фельдшерско-акушерские пункты в сёлах: с. Подкуровка, с. Скугареевка, с. Суровка, Дом Ветеранов − 1. Общеобразовательных средних школ — 2; «ОГОУ НПО ПУ-23» (с. Скугареевка) готовит высококвалифицированных рабочих по профильным профессиям; дошкольных учреждений − 2. Культурно-досуговый центр − 2, сельский филиал межпоселенческой библиотеки — 1, модельная библиотека (с. Солдатская Ташла).

## Знаменитые люди
- Соловьёв Петр Диомидович — Двукратный бронзовый призёр чемпионатов Советского Союза, СНГ, семнадцатикратный чемпион России по лёгкой атлетике среди ветеранов. Победитель многих международных соревнований. Отличник физической культуры и спорта.
- Тренер сборной России (среди ветеранов) по тяжелой атлетике Сорокин Александр Викторович воспитал немало призёров международных и Всероссийских соревнований среди юниоров: Насырова А., Хохлова Е, Зыков Г., Якупова Н. Макаров Г. А. — почётный гражданин Ульяновской области.

## Архитектурные памятники
- Барская усадьба Афанасьевых, построенная в середине XIX века